# Kimpese
Kimpese este un oraș în  provincia Bas-Congo, Republica Democrată Congo. În 2012 avea o populație de 56 079 de locuitori, iar în 2004 avea 45 942.